# Boules aux Jeux méditerranéens de 2022
Navigation
Tarragone 2018
Les compétitions de boules des Jeux méditerranéens de 2022 se déroulent du 26 juin au 29 juin 2022, à Oran en Algérie.
Il y a des épreuves masculines et féminines en simples et en doubles de tir de précision, tir progressif, de raffa .

## Représentants

### Masculins
- Hakim Ali
- Mohammed Benslim
- Ahmed Boufateh
- Abdeldjalil Boukhefardji
- Mohammed Marhoug
- Mohamed Ouaghlassi
- Kamel Ouhab
- Tarek Zekiri
- Frédéric Breton
- Jon Fortes
- Andrija Corluka
- Pero Cubela
- Marino Milicevic
- José Andreu
- Jésus Escacho
- Daniel Guillen
- Sébastien Belay
- Alexandre Chirat
- Aurélien Corbihan
- Lucas Desport
- Ludovic Montoro
- Eddy Rouault
- Saverio Amormino
- Andrea Chiapello
- Marco Di Nicola
- Luigi Grattapaglia
- Stefano Pegoraro
- Mattia Visconti
- Mahmoud Aiss
- Rashed Alswesi
- Lhoussain Akbas
- Mohamed Bajjioui
- Mohamed El-Guamouss
- Abdeljalil El Moustafid
- Yassine Ouinaksi
- Claude Campillo
- Guillaume Campillo
- Miroslav Petovic
- Nenad Rankovic
- Gracija Stjepcevic
- Vítor Peres
- Hugo Viegas
- Enrico Dall'Olmo
- Jacopo Frisoni
- Dejan Kovacevic
- Marko Svara
- Martin Zdauc
- Mohamed Bougriba
- Rayen Hamdi
- Majdi Hammami
- Hamza Khiari
- Murat Alan
- Ibrahim Arslantas
- Ahmet Emen
- Faiz Ozturk
- Mehmet Can Yakin
- Onur Yilmaz

### Féminins
- Celia Afenai
- Lamia Aissioui
- Ibtissam Baba Arbi
- Nour Bouguerra
- Chahrezad Chibani
- Samia Touloum
- Carrolina Bajric
- Ria Vojkovic
- Sara Diaz
- Melania Homar
- Cristina Soler
- Barbara Barthet
- Ludivine Disimoro
- Elodie Esteve
- Pauline Gouilloud
- Mireille Milleron
- Meriem Tahraoui
- Valentina Basei
- Alessia Bottero
- Flavia Morelli
- Monica Scalise
- Barbara Traversa
- Ilaria Treccani
- Nagah Alzintani
- Soumaya Elbez
- Karima Ghariz
- Soukaina Gourar
- Bouchra Lefhal
- Sabrina Campillo
- Laurence Crovetto
- Nina Boljevic
- Anna Maria Ciucci
- Stella Paoletti
- Milica Popovic
- Tadeja Petric
- Nina Volcina
- Mouna Beji
- Asma Belli
- Yosra Mhamdi
- Bahar Cil
- Pinar Demir
- Gulcin Esen
- Buket Ozturk
- Inci Ozturk
- Beyza Tatarli

## Tableaux de médailles

### Masculins
| Épreuve                      | Or                                     | Argent                                      | Bronze                                   |
| ---------------------------- | -------------------------------------- | ------------------------------------------- | ---------------------------------------- |
| Pétanque - doublets          | France Lucas Desport Yohan Cousin      | Maroc Lhoussain Akbas Mohamed Bajjioui      | Italie Saverio Amormino Andrea Chiapello |
| Pétanque - tir de précision  | Ibrahim Arslantas (TUR)                | Mohamed Bougriba (TUN)                      | Mohamed Ouaghlissi (ALG)                 |
| Lyonnaise - tir progressif   | Alexandre Chirat (FRA)                 | Stefano Pegoraro (ITA)                      | Marino Milicevic (CRO)                   |
| Lyonnaise - tir de précision | Sébastien Belay (FRA)                  | Luigi Grattapaglia (ITA)                    | Dejan Kovacevic (SRB)                    |
| Raffa - simple               | Mattia Visconti (ITA)                  | Ahmet Emen (TUR)                            | Enrico Dall'Olmo (SMR)                   |
| Raffa - doublets             | Italie Marco di Nicola Mattia Visconti | Saint-Marin Enrico Dall'Olmo Jacopo Frisoni | Libye Mahmoud Aiss Rashed Alswesi        |

### Féminins
| Épreuve                      | Or                                            | Argent                                      | Bronze                                   |
| ---------------------------- | --------------------------------------------- | ------------------------------------------- | ---------------------------------------- |
| Pétanque - doublets          | Tunisie Mouna Beji Asma Belli                 | Espagne Sara Diaz Reyes Melania Homar Mayol | Turquie Gulcin Esen Beyza Tatarli        |
| Pétanque - tir de précision  | Mouna Beji (TUN)                              | Sara Diaz Reyes (ESP)                       | Karima Ghariz (MAR)                      |
| Lyonnaise - tir progressif   | Inci Ece Ozturk (TUR)                         | Ria Vojkovic (CRO)                          | Serena Traversa (ITA)                    |
| Lyonnaise - tir de précision | Buket Ozturk (TUR)                            | Valentina Basei (ITA)                       | Tadeja Petric (SVN)                      |
| Raffa                        | Bahar Cil (TUR)                               | Lamia Aissioui (ALG)                        | Flavia Morelli (ITA)                     |
| Raffa - doublets             | Saint-Marin Anna Maria Ciucci Stella Paoletti | Italie Flavia Morelli Ilaria Treccani       | Algérie Lamia Aissioui Chahrezad Chibani |